# ホテルローヤル (桜木紫乃)
『ホテルローヤル』は、桜木紫乃による小説短編集。2013年1月4日に集英社から刊行されたのち、2015年6月25日に文庫化された。第149回直木賞受賞。
2020年10月時点で累計発行部数は100万部を突破している。
湿原に建つラブホテルを舞台に、それぞれ問題を抱える宿泊客や経営者家族、従業員の人間模様を描く短編。
2020年に映画版が公開された。

## 収録作品
- シャッターチャンス
- 本日開店（書き下ろし）
- えっち屋
- バブルバス
- せんせぇ
- 星を見ていた
- ギフト

## 登場人物

### シャッターチャンス
加賀屋美幸（かがや みゆき）
スーパー・フレッシュマートしんとみの事務員。右眉の上に大きなホクロがある。
貴史にヌード写真を撮らせて欲しいと頼まれ、断れず撮影に備えてダイエットしている。
木内貴史（きうち たかし）
フレッシュマートしんとみの宅配運転手。美幸の中学の同級生で現恋人。
地元企業のアイスホッケー選手だったが、右膝靱帯を痛め引退した。
写真投稿誌にヌード写真を投稿し、プロとしてスカウトされることを望んでいる。

### 本日開店
設楽幹子（したら みきこ）
歓楽寺の大黒。結婚前は看護助手をしていた。
中学卒業まで養護施設で育ち、その頃施設に来ていた初代住職と出会う。
佐野敏夫（さの としお）
歓楽寺の檀家。父の興した水産会社を50歳で受け継いだ。
設楽西教（したら さいきょう）
歓楽寺の二代目住職。幹子とは20、歳が離れている。
青山文治（あおやま ぶんじ）
青山建設社長。歓楽寺の檀家。
幹子にホテルローヤル社長の死に際を語り、遺骨を預ける。

### えっち屋
田中雅代（たなか まさよ）
29歳。大吉とるり子の娘。ホテルローヤルの二代目社長。
高校卒業時、就職試験にすべて落ち、卒業式翌日、母が駆け落ちしたため、家業を手伝うことになった。
ホテルで心中事件があってから閑古鳥が鳴いており、廃業を決める。
宮川（みやかわ）
十勝のアダルト玩具販売会社・豪島商会の営業。
以前は市役所に勤務していたが、上司の妻との不倫を暴露する怪文書が出回り退職、その女性と結婚した。

### バブルバス
本間恵（ほんま めぐみ）
専業主婦。狭いアパートで子ども2人と舅の世話に明け暮れている。そろそろパートに出たいと考えている。
本間真一（ほんま しんいち）
恵の夫。大手家電量販店・イマダ電機のフロア主任。店舗の売り上げが悪く、左遷されそうになっている。
本間太一（ほんま たいち）
恵と真一の長男。

### せんせぇ
野島広之（のじま ひろゆき）
木古内の高校の数学教師。自宅は札幌で単身赴任。
妻の里沙とは上司である校長に紹介され結婚した。
佐倉まりあ（さくら まりあ）
野島が担任する2年A組の生徒。
実家は喫茶店だが、父が弟の借金を被り、そのせいで母と父が別々に蒸発してしまう。
野島里沙（のじま りさ）
広之の妻。高校3年生の時から校長先生と不倫関係にある。

### 星を見ていた
山田ミコ（やまだ みこ）
ホテルローヤルの清掃員。60歳。生活のため、遅くまで働いている。
子どもが3人いるが皆家を出ており、次男以外からは連絡がない。
和歌子（わかこ）
ホテルローヤルの清掃員。ミコをこの仕事に誘った。48歳。仕事は午後4時まで。
山田正太郎（やまだ しょうたろう）
ミコの夫。50歳。
漁師をしていたが、右脚を痛めて船をおりた。ここ10年は働いていない。
田中るり子（たなか るりこ）
ホテルローヤルの女将。大吉の後妻。
ホテルにドリンクの補充に来るK珈琲の若い配達員と不倫している。
山田次郎（やまだ じろう）
ミコの次男。22歳。
中学卒業後家を出た。そして左官屋に弟子入りし自力で夜間高校を卒業した、とミコに語っている。

### ギフト
田中大吉（たなか だいきち）
塗装業。42歳。妻子がいるが、るり子と不倫している。
ラブホテルを経営したいと思っており、後にホテルローヤルを創業する。
るり子（るりこ）
中学卒業後、住み込みで団子屋で働いている。
大吉のことを「おとうちゃん」と呼んでいる。
大吉の義父
生真面目な性格。娘を公務員と結婚させようとしていた。大吉のことを快く思っていない。

## 書誌情報
単行本
- 2013年1月04日発売、集英社、ISBN 978-4-08-771492-0

文庫本
- 2015年6月25日発売、集英社文庫、ISBN 978-4-08-745325-6

## 映画
2020年11月13日に公開された。監督は武正晴、主演は波瑠。PG12指定。札幌フィルムコミッション支援作品。
ホテルローヤル経営者のひとり娘である雅代の目線で描かれる形になる。撮影は北海道テレビのスタジオなど、北海道札幌市と釧路市で行われた。
監督の武は「この作品はどうしても釧路で撮りたかった。敬愛する石川啄木が『さいはて』と呼んだこの地で、素晴らしいキャストとスタッフとともに撮影に挑めたことを僕は生涯忘れることはないだろう。北海道という土地に出会えたおかげで唯一無二の映画が創れたという自信がある」とコメントしている。

### キャスト
- 田中雅代：波瑠

大吉とるり子の娘。絵を描くことが好きで美大を受験する。
- 宮川聡史：松山ケンイチ

通称「えっち屋」。大人のおもちゃをホテルローヤルに卸している。
- 佐倉まりあ：伊藤沙莉

野島の学校の教え子。
- 野島亮介：岡山天音

高校教師。
- 本間真一：正名僕蔵

恵の夫。
- 本間恵：内田慈

真一の妻。
- 美幸：冨手麻妙

恋人の貴史にヌード写真のモデルを頼まれる。
- 貴史：丞威

投稿写真誌に恋人・美幸のヌード写真を投稿しようとしている。
- 坂上朝人：稲葉友
- 若き日の大吉：和知龍範

塗装業。
- 若き日のるり子：玉田志織

団子屋の従業員。
- 聡史の妻：長谷川葉生
- 能代正太郎：斎藤歩

ミコの夫。右脚が不自由。
- 能代ミコの母：友近

故人。
- 太田和歌子：原扶貴子

ホテルローヤルの清掃員。
- 能代ミコ：余貴美子

ホテルローヤルの清掃員。
- 田中るり子：夏川結衣

大吉の後妻で雅代の母。
- 田中大吉：安田顕

ホテルローヤルの創業社長。雅代の父。

### スタッフ
- 原作：桜木紫乃『ホテルローヤル』（集英社文庫刊）
- 監督：武正晴
- 脚本：清水友佳子
- 音楽：富貴晴美
- 製作：狩野隆也、小西啓介、松井智、瓶子吉久、宮崎伸夫、佐竹一美、寺内達郎、本丸勝也、広瀬兼三
- 企画プロデュース：福嶋更一郎、小西啓介、瀬川秀利、宇田川寧
- プロデューサー：新村裕、杉本雄介、柴原祐一
- 撮影：西村博光（J.S.C.）
- 照明：金子康博
- 音響：白取貢
- 美術：黒瀧きみえ
- 装飾：山田好男
- 編集：相良直一郎
- VFXスーパーバイザー：オダイッセイ
- 特殊メイクデザイン：藤原カクセイ
- 衣装：浜井貴子
- ヘアメイク：小沼みどり、宮本奈々（波瑠）
- 音響効果：赤澤勇二
- 助監督：齊藤勇起
- 制作担当：今井尚道
- ラインプロデューサー：本島章雄
- 宣伝プロデューサー：権田スカイ、福田紘子
- 製作プロダクション：ダブ
- 配給・宣伝：ファントム・フィルム
- 製作幹事：メ〜テレ、ファントム・フィルム
- 製作：映画「ホテルローヤル」製作委員会（メ〜テレ、ファントム・フィルム、集英社、朝日新聞社、ダブ、北海道テレビ放送、ヒョウゴベンダ、北海道新聞社）

### 主題歌
「白いページの中に」
作詞・作曲：柴田まゆみ / 歌唱：Leola